# ビル・イングリッシュ
ビル・イングリッシュ（Sir Simon William English、1961年12月30日 - ）は、ニュージーランドの元政治家。39代目ニュージーランド首相。ニュージーランド国民党党首（9代目：2001年10月8日 - 2003年10月28日、12代目：2016年12月12日 - 2018年2月27日）。ジョン・キー政権で副首相・財務相・社会基盤施設相を兼務した。

## 人物
1961年12月30日にサウスランドのディプトンに誕生する。ウェリントンのセント・パトリック・カレッジ卒業。オタゴ大学で商学、ヴィクトリア大学ウェリントンで英文学を専攻し卒業。大学卒業後は地元へ戻り農夫となる。その後ウェリントンへ戻り、政策分析官として国庫庁へ勤務する。国庫庁に2年間勤め、再び地元へ戻る。
1980年にニュージーランド国民党に入党し、1990年の議会総選挙に出馬して初当選を果たす。社会保障や教育分野で手腕を発揮し、1999年に財務大臣に就任する。その後収入役等を経て財務報道官に就任する。
2001年10月、ニュージーランド国民党党首に就任するも、2002年の総選挙で大敗し、国民党の再建に失敗する。2003年10月にドン・ブラッシュへ党首を交代する。イングリッシュは教育報道官に就任するも、ブラッシュの退任後は国民党副党首・財務報道官に就任する。
2008年の総選挙に勝利し、国民党は政権復帰を果たす。イングリッシュはジョン・キー政権で副首相・財務相・社会基盤施設相を兼務する。
カトリックの信仰を持ち、女医と結婚し6人の子を持つ。妊娠中絶、安楽死、同性愛者同士の婚姻、売春に反対している。
1995年にタスマン海から太平洋へ通じる全長243キロメートルをカヤック、自転車、ジョギングで走破する“コースト・トゥー・コースト”（Coast to Coast）を完走している。
2009年9月、ウェリントンに自宅を構えていながら住居手当を週900ドル受給している問題が発覚する。ウェリントンに自宅を構える議員へ支給されることのない住居手当を、イングリッシュは地元ディプトンの自宅を登録し手当を受給していた。イングリッシュは指摘を受け、住居手当の受給停止と大臣職に就任してから受給した住宅手当を全額返金した（2008年11月から2009年9月までの計32,000NZD）。イングリッシュは副首相として年間276,200NZDの議員報酬を得ている。
ジョン・キー首相が退陣を表明したことにより2016年12月12日、国民党議員総会にて第12代国民党党首に選出され、その後に第39代首相に就任した。
2017年9月23日の総選挙で国民党は第1党を守ったものの過半数割れし、少数政党との連立政権樹立にも失敗し政権は労働党を中心とした連立政権の手に渡ることとなり、イングリッシュは10月26日をもって首相を退任した。
2018年2月13日、一身上の都合を理由に国民党党首の辞任と、政界引退を表明。同年5月、オーストラリア資本のウェスファーマーズ取締役に就任。同年6月にナイトの勲位を授与され、"SIR"（サー）の称号を得る。